# Félines-sur-Rimandoule
Félines-sur-Rimandoule ist eine französische Gemeinde im Département Drôme in der Region Auvergne-Rhône-Alpes. Die Bewohner werden Félinois und Félinoises genannt.

## Geografie
Félines-sur-Rimandoule liegt im Arrondissement Die im Süden Frankreichs. Das Gemeindegebiet hat eine Fläche von 8,52 km² und umfasst einen Teil des Drômetales.

## Bevölkerung
Mit 84 Einwohnern (Stand 1. Januar 2022) gehört Félines-sur-Rimandoule zu den kleinsten Gemeinden des Départements Drôme.
| Jahr                       | 1962 | 1968 | 1975 | 1982 | 1990 | 1999 | 2007 | 2018 |
| Einwohner                  | 66   | 69   | 78   | 86   | 85   | 71   | 66   | 82   |
| Quellen: Cassini und INSEE |      |      |      |      |      |      |      |      |

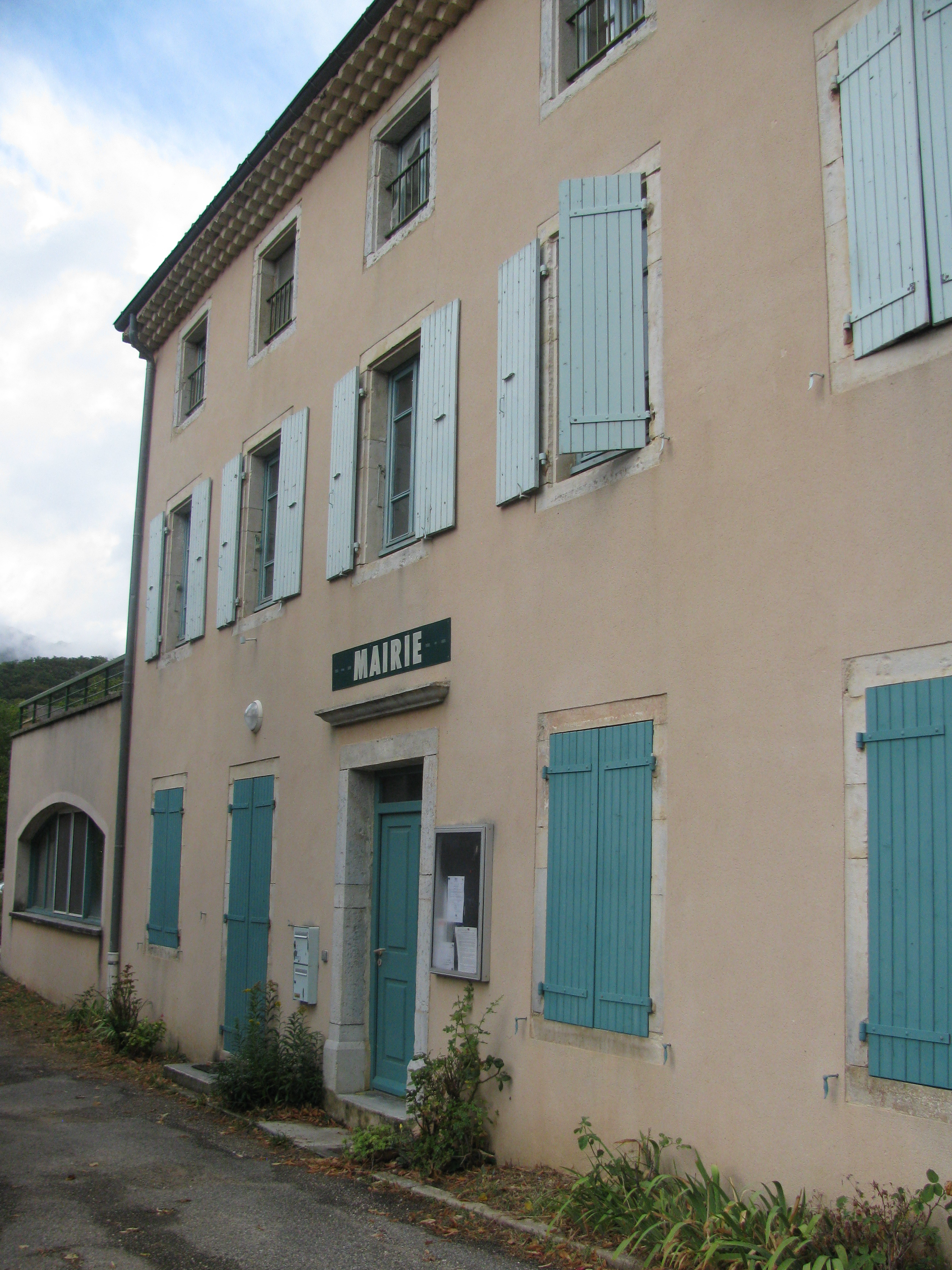
Bürgermeisteramt (Mairie)
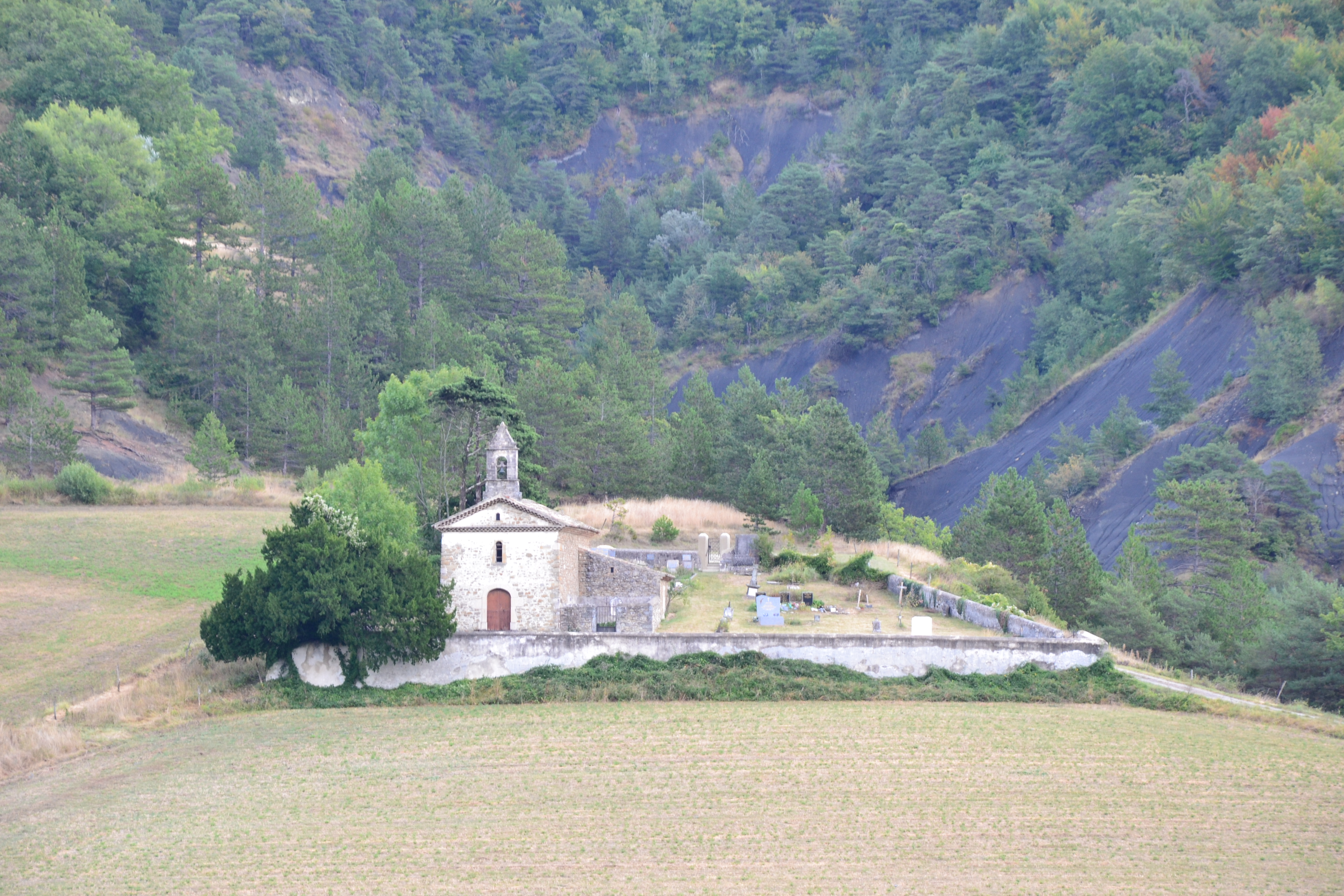
Kapelle Saint-Antoine
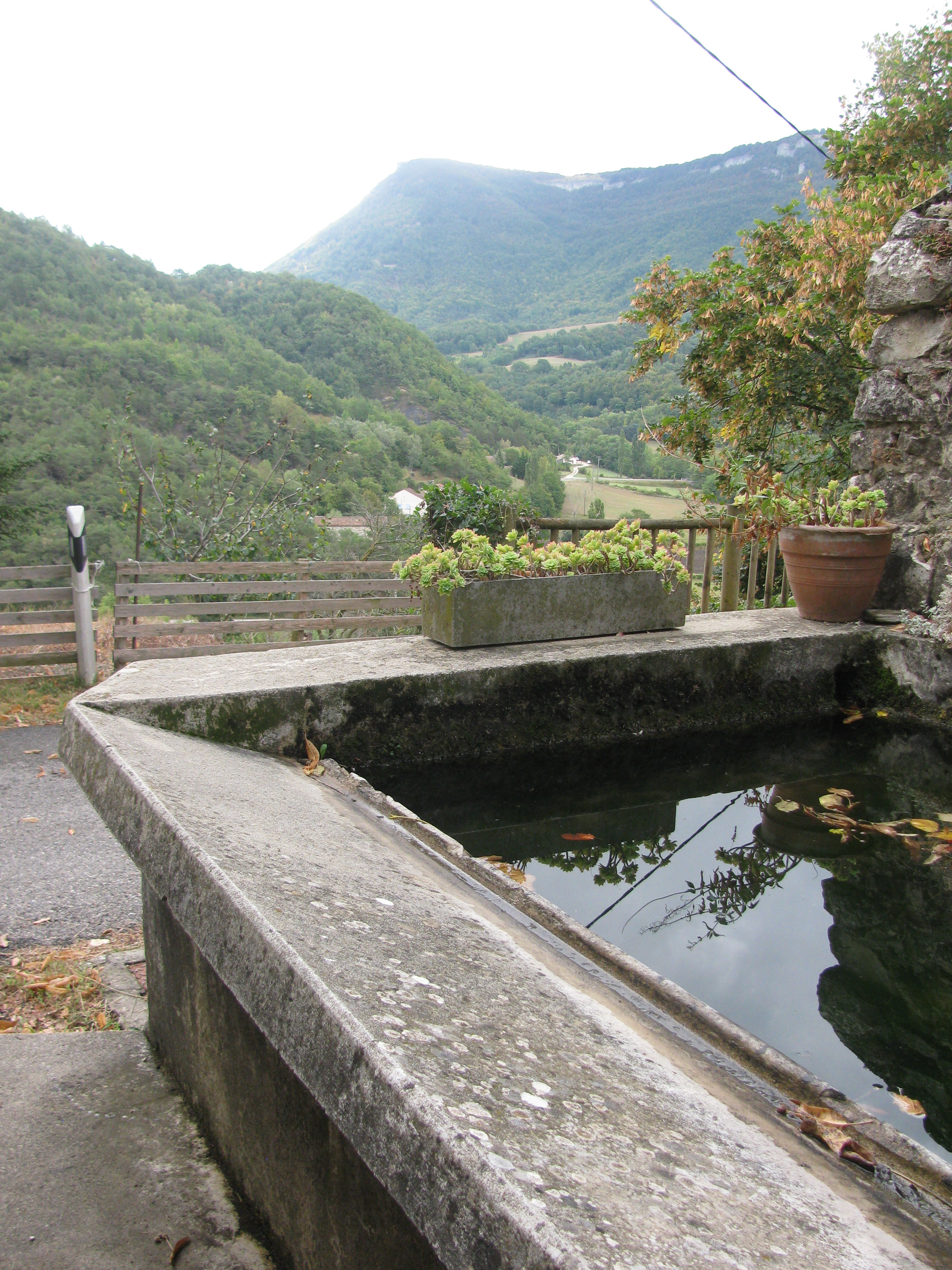
Waschplatz